# MS Holger Danske
 Ikke at forveksle med Holger Danske (1976) og Holger Danske (1942).
MS Holger Danske var en norsk registreret færge, som sejlede på ruterne Aarhus - Oslo fra marts 1961 til februar 1974, samt Oslo - Frederikshavn fra 15. februar 1974 til 9. september 1988, hvor færgen brød i brand i Oslofjorden. Alle 267 passagerer blev evakueret. Efter restaurering sejlede færgen igen på ruten fra 5. november 1988 og frem til november 1989. MS Holger Danske blev efterfølgende afløst af færgen Scandinavian Star. Sidenhen fungerede skibet som asylcenter i Sverige. Ophugget i Indien 2002.